# Ossétie unie
Ossétie unie est un parti politique d'Ossétie du Sud-Alanie dirigé par Anatoli Bibilov, président de l'Ossétie du Sud d'avril 2017 à mai 2022. 
À l'issue des élections législatives de 2014, le parti obtient une majorité absolue au parlement de l'Ossétie du Sud en remportant 20 sièges sur 34. Il chute à 14 sièges aux élections de 2019.